# Lissometra alboflava
Lissometra alboflava is een haarster uit de familie Thalassometridae.
De wetenschappelijke naam van de soort werd in 1907 gepubliceerd door Austin Hobart Clark.